# Gadžimurad Rašidov
Gadžimurad Gazigandovič Rašidov (* 30. října 1995) je ruský zápasník-volnostylař darginské národnosti.

## Sportovní kariéra
Je rodákem z dagestánské obce Gubden v Karabudachkentském okrese. Zápasení se věnoval od útlého dětství po vzoru svého otce a strýců. Osobním trenérem je jeho otec Gazigand. Vrcholově se zápasení věnoval ve sportovních akademích Kuramagomeda Kuramagomedova v Kaspijsku a Machačkale. Od roku 2017 se připravuje v armádní sportovním středidku CSKA v Moskvě pod vedením Alexeje Zacharčuka. V ruské mužské reprezentaci se pohyboval od roku 2015 v neolympijské váze do 61 kg. Od roku 2019 startuje ve váze do 65 kg, ve které vítězstvím na zářijovém mistrovství světa v Nur-Sultanu vybojoval pro Rusko účast na olympijských hrách v Tokiu v roce 2020.

## Výsledky
| Olympijské hry     |    | —  |   |    |    | —  |    |    |    |  |  |  |  |  |  |  |  |  |  |  |  |  |  |  |  |
| Mistrovství světa  | —  |    | — | —  | —  |    | 2. | 2. | 1. |  |  |  |  |  |  |  |  |  |  |  |  |  |  |  |  |
| Evropské hry       |    |    |   |    | —  |    |    |    | —  |  |  |  |  |  |  |  |  |  |  |  |  |  |  |  |  |
| Mistrovství Evropy | —  | —  | — | —  | —  | 1. | —  | 1. | —  |  |  |  |  |  |  |  |  |  |  |  |  |  |  |  |  |
| MS do 24 let       |    |    |   |    |    |    | —  | —  |    |  |  |  |  |  |  |  |  |  |  |  |  |  |  |  |  |
| ME do 24 let       |    |    |   |    | —  | —  | 1. | —  |    |  |  |  |  |  |  |  |  |  |  |  |  |  |  |  |  |
| MS juniorů         | —  | —  | — | 3. | 3. |    |    |    |    |  |  |  |  |  |  |  |  |  |  |  |  |  |  |  |  |
| ME juniorů         | —  | —  | — | —  | —  |    |    |    |    |  |  |  |  |  |  |  |  |  |  |  |  |  |  |  |  |
| MS dorostenců      | 1. | 1. |   |    |    |    |    |    |    |  |  |  |  |  |  |  |  |  |  |  |  |  |  |  |  |
| ME dorostenců      | —  | —  |   |    |    |    |    |    |    |  |  |  |  |  |  |  |  |  |  |  |  |  |  |  |  |